# Vojenský hřbitov (Písek)

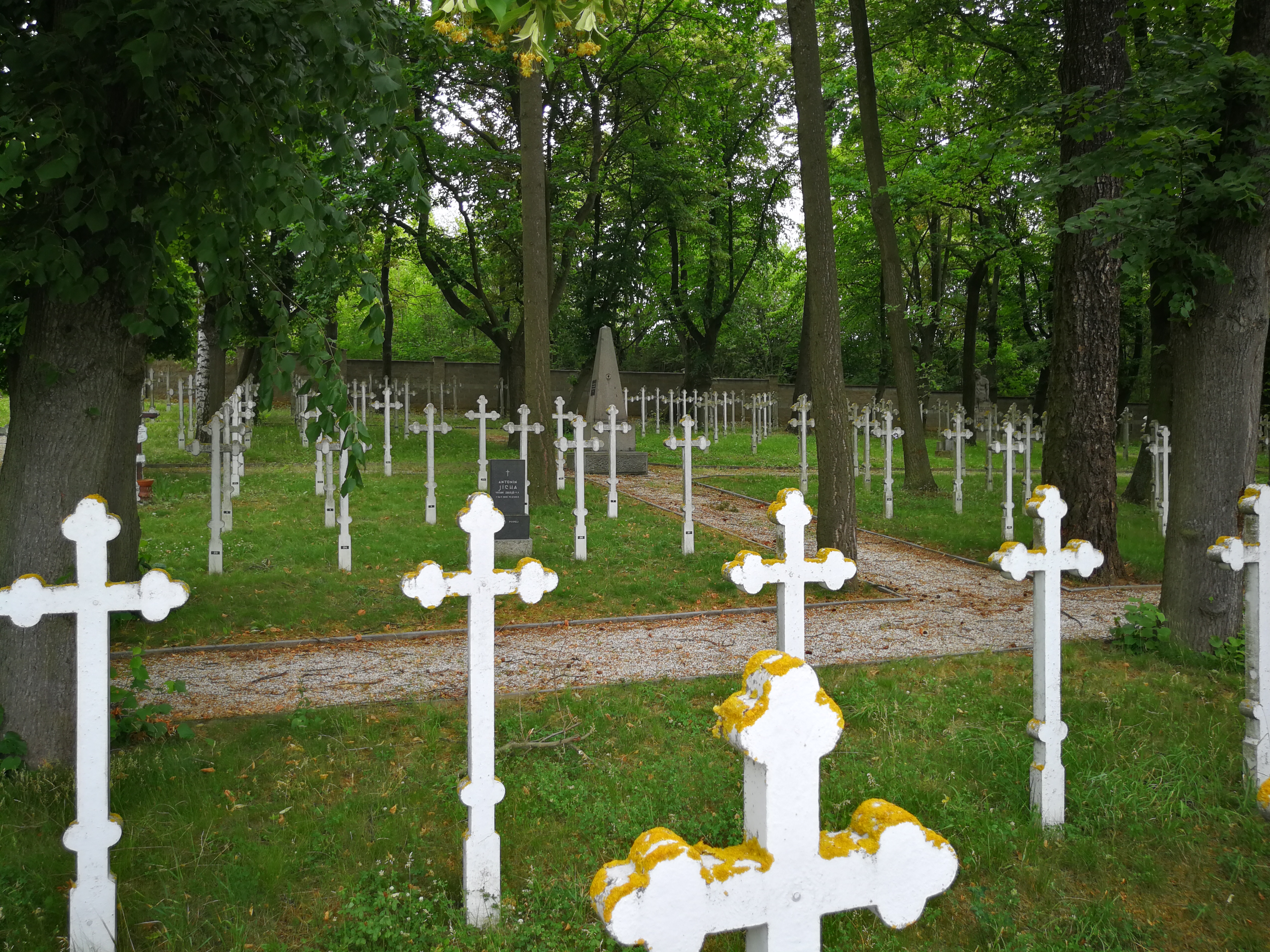
Vojenský hřbitov (Písek)

Vojenský hřbitov v Písku se nachází severozápadně od centra města v ulici Čížovská. Jeho plocha je 4255 m², v letech 1914 - 1919 zde bylo pohřbeno 393 vojáků, 49 pak v letech 1920 - 1938. Kromě dvou hromadných hrobů se zde nachází 428 typových křížů.

## Historie
V Písku, které bývalo posádkovým městem, se vojenský hřbitov nacházel u kostela svatého Václava. Nový hřbitov pro potřeby vojska vznikl na začátku 1. světové války roku 1914 v místech vlhkého městského pozemku na okraji píseckého katastru, západně od náhradních kasáren a vojenského cvičiště v Purkraticích. Do Písku byly z fronty transportovány stovky raněných vojáků a zajatců a vojenský lazaret v tu dobu obsadil místní špitálská kasárna a budovy sousední dívčí a chlapecké školy (oficiálně c. a k záložní nemocnice Písek).
Hřbitov byl od svého založení nekonfesijním pohřebištěm, jeho založení bylo vyvoláno potřebou rychle řešit pohřbívání velkého množství zemřelých. První doložený pohřeb se konal poté, kdy 5. října tři vojáci zemřeli na úplavici a byli pohřbeni do společného hrobu č. 1. Do společných hrobů č. 1 - 7 bylo v rozmezí od října do počátku listopadu 1914 pohřbeno celkem 16 vojáků: "11 zemřelo na úplavici, jeden na zápal plic, jeden pravděpodobně na nějaký zánět, jeden spáchal sebevraždu oběšením a u dvou pak údaje chybí".
Posledním pohřbeným byl Josef Šírek, příslušník střeleckého pluku č. 28, který zemřel 12. prosince 1919, nejmladším byl pravděpodobně osmnáctiletý Jaroslav Válek z píseckého c. a k. pěšího pluku č. 11, který zemřel 21. prosince 1918.

### Pomníky
První pomník padlým vojákům byl vztyčen roku 1915 z iniciativy píseckého kaplana Františka Panského, posvěcen byl 2. listopadu 1915 píseckým vikářem Msgre. Pixou. Jednalo se o litinový kříž s vojenskými atributy pocházející z dílny místní firmy V. Liška. Kříž byl umístěn na betonovém soklu z píseckého závodu na výrobu cementového zboží pana Vlka.
Druhý pomník byl odhalen 16. května 1917. Jednalo se pomník „klečícího Génia“, který přestavoval polonahou mužskou klečící postavu opírající se o meč, umístěnou na hranolovém soklu v nárožích zdobeném čtyřmi hlavami rakouských vojáků v polních čepicích. Pomník byl věnován padlým hrdinům z c. a k. pěšího pluku č. 11 a jeho autorem byl sochař František Žemlička.
Třetí pomník je pylon vztyčený roku 1929 a věnovaný padlým z píseckého c. k. střeleckého pluku č. 28. Jedná se o druhotně použitý pomník z kozárovické žuly o hmotnosti 7000 kg, který byl původně pořízen roku 1888 u příležitosti 40. výročí panování císaře a krále Františka Josefa I. a do roku 1918 stál v sadech císaře Františka Josefa I. u rolnické školy.

### Kaple
Zároveň se hřbitovem byla postavena také kaple zasvěcená Panně Marii Sedmibolestné, kterou stavěli vojíni - rekonvalescenti z píseckých nemocnic. Vojíni navrhli i plány kaple: písecký stavitel Chudoba a tesařský mistr Bláha. Stavba byla financována z příspěvků privátních korporací a spolku „Černý kříž“, který se staral o válečné hroby.
Roku 1918 byla stavba v hrubé fázi zastavena a pro potřeby hřbitova sloužila dřevěná hlídací bouda zapůjčená píseckým magistrátem, kterou jako útulek používal také kněz vykonávající pohřby. Bouda se však "pro sešlost věkem a v důsledku bouře v létě roku 1922 definitivně rozpadla". Až roku 1922 byly získány dotace z iniciativy správce hřbitova poručíka Františka Součka na Ministerstvu národní obrany.
Kaple byla vymalována píseckým malířem panem Turkem a vyzdobena obrazy Nejsvětějšího Srdce Páně a Srdce Panny Marie. Pro bohoslužby sloužila oltářní mensa zapůjčená píseckou římskokatolickou duchovní správou. Kaple se stala místem uložení seznamů pohřbených vojáků. Stavba byla bez posvěcení předána veřejnosti 1. listopadu 1922. Jedná se o jednolodní stavbu se zkoseným závěrem a s jednoduchou sanktusovou vížkou. Z každé strany prostor kaple osvětluje dvojice lomených oken. Je orientována od severu na jih, vchod je z jihu po malém širokém schodišti.

### Po roce 1918
Ve 20. a 30. letech 20. století zde byli pohřbíváni vojáci a důstojníci z píseckých kasáren. 7. listopadu 1929 byly exhumovány ostatky 62 vojáků ze zemí Jugoslávie a 12. listopadu vlakem převezeny na centrální pohřebiště do mauzolea jihoslovanských vojáků v obci Jindřichovice na Sokolovsku. Od roku 1944 zde byli pohřbíváni němečtí vojáci, civilisté a spojenci Osy (Maďaři, Slováci, Rumuni nebo Rusové). V té době byl hřbitov ve své severní části rozšířen. Ostatky zde pohřbených sovětských vojáků byly roku 1959 přeneseny na písecký Lesní hřbitov. 8. května 1952 byly ostatky rumunských vojáků převezeny na Ústřední hřbitov v Brně, ostatky většiny německých vojáků byly exhumovány v říjnu roku 1994 a převezeny také na brněnský hřbitov. Pohřbeným s nejvyšší hodností byl generál pěchoty a velitel 16. armády Wilhelm Hasse, který zemřel v Písku v sovětském zajetí dne 21. května 1945.
Za plotem, ve východní části rozšířeného hřbitova, jsou hroby osob odsouzených za kolaboraci mimořádným lidovým soudem a popravených v letech 1945 - 1946 a osoby zemřelé v písecké věznici. Mají číslo 1 - 55 a prostor kolem není udržován ani upravován. Zůstalo zde pouze několik sloupků z původního oplocení.

### Po roce 1989
K velké opravě hřbitova a kaple došlo roku 1993 z iniciativy děkana Msgre. ThDr. Josefa Jirana. Do roku 2004 spravovala vojenský hřbitov armáda, poté jej převzalo město Písek.